# Нижний Шакшер
Нижний Шакшер — село в Чердынском районе Пермского края. Входит в состав Керчевского сельского поселения.

## Географическое положение
Расположено на берегу реки Горкуш, примерно в 5 км к северо-западу от центра поселения, посёлка Керчевский.

## Население
| 2010 |
| ---- |
| 47   |

## Топографические карты
- Лист карты O-40-5 Керчевский. Масштаб: 1 : 100 000. Состояние местности на 1981 год. Издание 1988 г.